# Centenera
Centenera es un municipio y localidad española de la provincia de Guadalajara, en la comunidad autónoma de Castilla-La Mancha. El término municipal tiene una población de 140 habitantes (INE 2024).

## Símbolos
El escudo heráldico que representa al municipio fue aprobado oficialmente el 29 de septiembre de 1993 con el siguiente blasón:

Escudo español: De gules, un árbol de sinople tenido de dos lobos de sable empinados a su tronco, lenguados de gules, y perfilado todo de oro. Por bordura, de plata nueves aspas de San Andrés de Gules y entre cada aspa las letras en sable que componen la frase LAUDO DEUM. Al timbre corona real cerrada.
Diario Oficial de Castilla-La Mancha nº 74 de 15 de octubre de 1993

## Geografía
La localidad está situada a una altitud de 811 m sobre el nivel del mar.
| Noroeste: Valdenoches (Guadalajara) | Norte: Aldeanueva de Guadalajara | Noreste: Atanzón |
| Oeste: Iriépal (Guadalajara)        |                                  | Este: Atanzón    |
| Suroeste: Lupiana                   | Sur: Lupiana                     | Sureste: Lupiana |

## Historia
Hacia mediados del siglo XIX, el lugar tenía contabilizada una población de 285 habitantes. La localidad aparece descrita en el sexto volumen del Diccionario geográfico-estadístico-histórico de España y sus posesiones de Ultramar de Pascual Madoz de la siguiente manera:

CENTENERA (vulgo CENTENERA DE ABAJO): v. con ayunt. en la prov. y part. jud. de Guadalajara (2 leg.), aud. terr. de Madrid (12), c. g. de Castilla la Nueva, dióc. de Toledo (24): sit. en el declive de un cerro, a la márg. der. del riach. Ungria, con clima frio, aun cuando resguardada, en parte del N.; las enfermedades mas comunes son tercianas: tiene 82 casas, la de ayunt., cárcel, escuela de instruccion primaria, concurrida por 26 alumnos, á cargo de un maestro dotado con 1,100 rs. del fondo de propios, el sobrante de rentas de una memoria, casa pagada y una retribucion de parte de los discípulos; hay 2 fuentes de buenas aguas para el surtido del vecindario, y una igl. parr. (La Asuncion de Ntra. Sra.) servida por un cura de primer ascenso y de provision en concurso; el cementerio pequeño, pero bien ventilado, se halla inmediato á la parr. Confina el térm. N. Aldea-nueva; E. Atanzon; S. Lupiana, y O. Iriepal; dentro de él se encuentran 10 fuentes y una ermita (La Soledad): el terreno en su mayor parte quebrado, solo tiene una pequeña vega fertilizada por el Ungria, cuyo paso facilitan 3 pontones de madera; y algunos trozos destinados á hortalizas y legumbres, que se riegan con 6 arroyuelos procedentes de los manantiales del térm. caminos: los locales, de herradura y en regular estado. correo se recibe y despacha 3 veces á la semana , en la adm. de Guadalajara, por un cartero pagado de los fondos públicos. prod. trigo, cebada, centeno, avena, judias, lentejas, vino, aceite, cáñamo, patatas, cebollas y otras hortalizas y verduras; cria ganado vacuno, lanar, mular, asnal y de cerda; caza de perdices, conejos y liebres; pesca de cangrejos. ind.: la agrícola, algunos telares de cáñamo para el consumo del pueblo, 2 molinos harineros y uno de aceite, impulsados por el repetido Ungria. comercio: venta del sobrante de frutos, ya en el pueblo y ya en los mercados de Guadalajara, donde se surte el vecindario de los demas art. de primera necesidad que faltan en la v. pobl.: 102 vec., 385 alm. cap. prod.: 1.859,175 rs. imp.: 95,325. contr.: 5,486. presupuesto municipal: 4,439; se cubre con los prod. de propios y arbitrios.
(Madoz, 1847, p. 313)

## Demografía
Centenera cuenta con una población de 140 habitantes (INE 2024).
| Gráfica de evolución demográfica de Centenera entre 1842 y 2021                                                     |
| |
| Población de derecho según los censos de población del INE Población de hecho según los censos de población del INE |